# NGC 4245
NGC 4245 (другие обозначения — UGC 7328, MCG 5-29-49, ZWG 158.59, IRAS12151+2952, PGC 39437) — галактика в созвездии Волосы Вероники.
Этот объект входит в число перечисленных в оригинальной редакции «Нового общего каталога».